# Palaeoperenethis thaleri
Palaeoperenethis
Genre
Espèce
Palaeoperenethis thaleri, unique représentant du genre Palaeoperenethis, est une espèce fossile d'araignées aranéomorphes de la famille des Pisauridae.

## Distribution
Cette espèce a été découverte à Horsefly en Colombie-Britannique au Canada. Elle date du Paléogène, précisément de l'Éocène moyen.

## Étymologie
Cette espèce est nommée en l'honneur de Konrad Thaler.

## Publication originale
- Selden & Penney, 2009 : A fossil spider (Araneae: Pisauridae) of Eocene age from Horsefly, British Columbia, Canada. Contributions to Natural History, vol. 12, p. 1269–1282 (texte intégral).